# Chondracanthus yabei
Chondracanthus yabei is een eenoogkreeftjessoort uit de familie van de Chondracanthidae. De wetenschappelijke naam van de soort is voor het eerst geldig gepubliceerd in 2005 door Ho, J.S., I.H. Kim & Nagasawa.